# Дейкстра, Эдсгер Вибе
Э́дсгер Ви́бе Де́йкстра (нидерл. Edsger Wybe Dijkstra (11 мая 1930, Роттердам, Нидерланды — 6 августа 2002, Нюэнен, Нидерланды) — нидерландский учёный, труды которого оказали влияние на развитие информатики и информационных технологий; один из разработчиков концепции структурного программирования, исследователь формальной верификации и распределённых вычислений. Тьюринговский лауреат (1972).

## Биография
Родился 11 мая 1930 года в Роттердаме, в семье учёных (отец — химик, мать — математик).
По окончании школы поступил на факультет теоретической физики Лейденского университета.
В 1951 году увлёкся программированием, поступил на трёхнедельные компьютерные курсы в Кембридже, с 1952 года работал программистом в Математическом центре Амстердама под руководством профессора Адриана ван Вейнгаардена, впоследствии — автора одного из способов формального описания грамматики формальных языков — так называемых двухуровневых грамматик ван Вейнгаардена.
Уже в 1952 году принял решение окончательно специализироваться на программировании, но всё же окончил курс теоретической физики.
Во второй половине 1950-х годов в поисках путей оптимизации разводки плат разработал алгоритм поиска кратчайшего пути на графе, ставший известным как «алгоритм Дейкстры».
В 1957 году женился, по собственным воспоминаниям, в графе «профессия» анкеты, которую положено заполнять при бракосочетании, написал «программист» — и его заставили переписывать документы, заявив, что такой профессии не существует, в результате пришлось указать «физик-теоретик».
В 1958—1960 годах принимал участие в разработке языка программирования Алгол, работал в команде по созданию компилятора языка; соревнуясь с датской командой Петера Наура, поклялся не бриться до завершения проекта и победил, написав компилятор за шесть недель, заодно изобретя новое правило компиляции — «вызов по имени».
В 1960-е годы участвовал в создании операционной системы THE, построенной в виде множества параллельно исполняющихся взаимодействующих процессов. Именно в ходе этой работы появились понятия синхронизации процессов, идея семафора, а также была чётко осознана необходимость в структуризации процесса программирования и самих программ.
Длительное время работал в компании Burroughs. В 1970-е годы вместе с Тони Хоаром и Никлаусом Виртом разработал основные положения структурного программирования.
В последние годы жизни преподавал в Техасском университете.
Умер 6 августа 2002 года после долгой борьбы с раком.

## Научные достижения
Известность Дейкстре принесли его работы в области применения математической логики при разработке компьютерных программ.
Он активно участвовал в разработке языка программирования Алгол и написал первый компилятор Алгол-60.
Будучи одним из авторов концепции структурного программирования, он проповедовал отказ от использования инструкции GOTO.
Также ему принадлежит идея применения «семафоров» для синхронизации процессов в многозадачных системах и алгоритм нахождения кратчайшего пути на ориентированном графе с неотрицательными весами рёбер, известный как алгоритм Дейкстры.
Также предложил алгоритм сортировочной станции — способ разбора математических выражений, представленных в инфиксной нотации.
В 1972 году стал лауреатом премии Тьюринга.
В 2002 году получил ежегодную премию, вручаемую Симпозиумом по принципам распределённых вычислений (англ. Symposium on Principles of Distributed Computing) Ассоциации вычислительной техники «за публикацию, оказавшую наибольшее влияние на область распределённых вычислений»; в знак признания заслуг учёного с 2003 года эта премия носит название премии Дейкстры.

## Интересные факты
Интересные факты о Дейкстре:
1. Свои статьи Дейкстра нумеровал EWD0, EWD1, EWD2 и т. д.
2. Факт о Дейкстре: «Известно, что он мало заинтересован в приеме на старшие курсы университета, где он преподает, студентов со знанием Фортрана по той причине, что вместе с этими знаниями могли привиться дурные привычки программирования».
3. Еще одна цитата из Дейкстры[13]: «Изящество, ясность и тому подобное в значительной степени определяются количественными аспектами. (Этим владел Моцарт: многие его произведения, от которых замирает дыхание, обманчиво просты; кажется, будто они созданы практически из ничего!)»

## Награды
- Премия Тьюринга (1972)
- Мемориальная премия Гарри Гуда (1974)
- Премия PODC за влиятельную публикацию (2002)
- C&C Prize (2002)

## Публикации
Книги
- Structured Programming / ed. O.-J. Dahl, E.W. Dijkstra, C.A.R. Hoare. — London: Academic Press, 1972.
  - Дал У., Дейкстра Э., Хоор К. Структурное программирование. — М.: Мир, 1975. — 247 с.
- Dijkstra E.W. A Discipline of Programming. — Prentice-Hall, 1976.
  - Дейкстра Э. Дисциплина программирования. — М.: Мир, 1978. — 275 с.
- Dijkstra E.W. Selected Writings on Computing: A personal Perspective. — Springer, 1982.
- Dijkstra E.W., Feijen W.H.J. A Method of Programming. — Addison-Wesley, 1988.
- Dijkstra E.W., Scholten C.S. Predicate Calculus and Program Semantics. — Springer, 1990.

Основные статьи
- Dijkstra E.W. A note on two problems in connexion with graphs // Numerische Mathematik. — 1959. — Vol. 1. — P. 269–271. — doi:10.1007/BF01386390.
- Dijkstra E.W. Recursive Programming // Numerische Mathematik. — 1960. — Vol. 2. — P. 312–318. — doi:10.1007/BF01386232.
- Dijkstra E.W. Solution of a problem in concurrent programming control // Communications of the ACM. — 1965. — Vol. 8. — P. 569. — doi:10.1145/363095.363143.
- Dijkstra E.W. Go to statement considered harmful // Communications of the ACM. — 1968. — Vol. 11. — P. 147–148. — doi:10.1145/362929.362947.
- Dijkstra E.W. The structure of the “THE”-multiprogramming system // Communications of the ACM. — 1968. — Vol. 11. — P. 341–346. — doi:10.1145/363095.363143.
- Dijkstra E.W. Cooperating Sequential Processes // Programming Languages: NATO Advanced Study Institute. — London: Academic Press, 1968. — P. 43–112.
- Dijkstra E.W. Self-stabilizing systems in spite of distributed control // Communications of the ACM. — 1974. — Vol. 17. — P. 643–644. — doi:10.1145/361179.361202.
- Dijkstra E.W. Programming as a Discipline of Mathematical Nature // American Mathematical Monthly. — 1974. — Vol. 81. — P. 608–612. — doi:10.1080/00029890.1974.11993624.
- Dijkstra E.W. Guarded commands, nondeterminacy and formal derivation of programs // Communications of the ACM. — 1975. — Vol. 18. — P. 653–657. — doi:10.1145/360933.360975.
- Dijkstra E.W., Scholten C.S. Termination detection for diffusing computations // Information Processing Letters. — 1980. — Vol. 11. — P. 1–4. — doi:10.1016/0020-0190(80)90021-6.